# Easy Fuel
Easy Fuel (ang."Łatwe Tankowanie") (rysunek)- system opracowany przez inżynierów Forda w odpowiedzi na wzrastającą na świecie (w 2008 roku ok. 150tys. przypadków) liczbę pomyłek w tankowaniu samochodów nieodpowiednim rodzajem paliwa, chroniący samochód z silnikiem wysokoprężnym (Diesla) przed zatankowaniem go benzyną i na odwrót.

## Budowa i zasada działania
System Easy Fuel wyklucza zatankowanie samochodu nieodpowiednim paliwem, dzięki zastosowaniu korka wlewu paliwa ze specjalną mechaniczną klapką blokującą, która otwiera rurę wpustową do baku, tylko przy przyłożeniu do niej końcówki pistoletu dystrybutora, właściwego dla samochodu paliwa. System ten, wykorzystuje fakt, iż średnica pistoletu do tankowania oleju napędowego (Diesla) jest większa od tej do tankowania benzyny.

## Wdrażanie systemu
Obecnie system Easy Fuel montowany jest we wszystkich modelach Forda.